# Culicoides cuiabai
Culicoides cuiabai är en tvåvingeart som beskrevs av Wirth 1982. Culicoides cuiabai ingår i släktet Culicoides och familjen svidknott. Inga underarter finns listade i Catalogue of Life.